# Tipula (Lunatipula) beieri
Tipula (Lunatipula) beieri is een tweevleugelige uit de familie langpootmuggen (Tipulidae). De soort komt voor in het Palearctisch gebied.